# إنايا
انايا هي ممثلة هندية، ولدت في 21 يناير 1993 في الهند.

## وصلات خارجية
- إنايا على موقع IMDb (الإنجليزية)
- إنايا على موقع قاعدة بيانات الفيلم (الإنجليزية)